# 17. век
17. век је почео 1. јануара 1601. и завршио се 31. децембра 1700.

## Догађаји

### 1600е
- 1601.: Битка за Кинсејл, најзначајнија битка у Ирској историји.
- 1603.: Елизабета I умире и наслеђује је њен рођак краљ Џејмс I Стјуарт, уједињујући круне Шкотске и Енглеске
- 1603.-1623.: Након модернизације своје армије, Абас I проширује Персију заузимајући територију од Османлија и Португалаца
- 1607.: Лондонска компанија оснива Џејмстаун у Северној Америци учествујући у Британској колонијализацији Америка.
- 1608.: Квебек сити основао Самјуел де Шамплен у Новој Француској (данас Канада).

### 1610е
- 1610 — 1643.: Владавина Луја  у Француској.
- 1611.: Завршена Библија краља Џејмса.
- 1613.: Смутно време у Русији завршава се почетком владавине династије Романов која је владала до 1917.
- 1615.: Могулско царство додељује права трговања Британској источноиндијској компанији.
- 1618.-1648.: Тридесетогодишњи рат опустошио Централну Европу.

### 1620е
- 1624.-1642.: Као главни министар, Арман Жан ди Плеси де Ришеље централизује моћ у Француској.
- 1625.: Холандска западноиндијска компанија оснива Нови Амстердам у Северној Америци.
- 1625-1649.: Владавина Чарлса I у Енглеској.

### 1630е
- 1637: Крах холандске берзе лала.
- 1637: Пекотски рат, први од три америчко-индијанска рата
- 1639-1651: Ратови три краљевства, грађански ратови у Шкотској, Ирској, и Енглеској.
- 1639.: Београдски мир.

### 1640е
- 1640: Португал поново стиче независност од Шпаније, чиме је окончана Иберијска унија.
- 1640: Мучење је забрањено у Енглеској.
- 1641: Токугава шогунат уводи институцију сакоку - странци су протерани и ником није дозвољено да уђе у Јапан или га напусти.
- 1641-1660: Енглески грађански рат
- 1642.: Револуција у Енглеској.
- 1642: Холандски истраживач Абел Тасман постаје први Европљанин који је открио Нови Зеланд.
- 1643 — 1715.: Владавина Луја  у Француској.
- 1644: Манџурци покоравају Кину и тиме окончавају владавину династије Минг. Династија Ћинг долази на власт и влада до 1912.
- 1645-1669.: Кандијски рат Османског царства против Млетачке републике.
- 1648: Вестфалским миром се окончавају Тридесетогодишњи и Осамдесетогодишњи рат, као и период превласти Шпаније и Светог римског царства у Европи.
- 1648-1653: Фронда - грађански рат у Француској.
- 1648-1667: Делушки ратови остављају Пољску у руинама.
- 1648-1669: Османско царство осваја Крит од Венеције након Кандијског рата.

### 1650е
- 1652: Холандска источноиндијска компанија је основала Кејптаун.
- 1652: Почео Први англо-холандски рат.
- 1655-1661: Северни ратови осигуравају успон Шведске империје као велесиле.
- 1656: Веласкез слика Младе племкиње

### 1660е
- 1660: Крај Комонвелта и повратак монархије у Енглеску.
- 1660: Основано Краљевско друштво Лондона за унапређење природних знања.
- 1661: Почетак владавине кинеског императора Кангксија.
- 1662: Коксинга преузима Тајван од Холанђана и оснива Краљевство Тунгнинг којим влада до 1683.
- 1663: Француска преузела потпуну политичку и војну контролу над својом колонијом Новом Француском.
- 1664: Британски војници су заузели Нови Амстердам и променили му име у Њујорк.
- 1665: Португалска империја поражава Краљевину Конго.
- 1666: Велики пожар у Лондону.
- 1667-1699: Велики бечки рат зауставио ширење Османског царства у Европу.

### 1670е
- 1670.: У Канади основана Компанија Хадсоновог залива
- 1672.-1678.: Француско-холандски рат
- 1674.: Основано Царство Марата у Индији.
- 1676.: Русија и Османско царство почињу Руско-турски рат.

### 1680е
- 1682: Петар Велики постаје владар Русије (цар 1696).
- 1682: Ла Сал истражује дужину реке Мисисипи и заузима Луизијану у име Француске.
- 1683: Кина осваја Краљевство Тунгнинг и присваја Тајван.
- 1683: Опсада Беча.
- 1685: Едиктом из Фонтенблоа се у Француској протестантизам проглашава противзаконитим.
- 1687: Исак Њутн објављује Математички принципи природне филозофије.
- 1688-1689: Након Славне револуције, Енглеска постаје уставна монархија а снага Републике Холандије опада.
- 1688-1697: Велика алијанса тражи начин да заустави француску експанзију током деветогодишњег рата.
- 1688.: Аустријска војска осваја Београд.
- 1689: Нерчински споразум успоставља границу између Русије и Кине.
- 1689 — 1725.: Владавина Петра Великог у Русији.

### 1690е
- 1690.: Прва велика сеоба Срба.
- 1692: Суђења вештицама у Салему у Масачусетсу.
- 1697.: Пораз османлијске војске код Сенте.
- 1699.: Карловачки мир.
- 1700-1721: Русија замењује Шведску као доминантна сила на Балтику после Великог северног рата.